# El Hencha
El Hencha (arabe : الحنشة) est une ville tunisienne située entre El Jem (17 kilomètres au nord) et Sfax (46 kilomètres au sud) sur la RN1.
Rattachée au gouvernorat de Sfax, elle constitue une municipalité comptant 7 575 habitants en 2014 et le chef-lieu d'une délégation comprenant les populations des secteurs d'El Hencha, Ennasr, Sidi Hassen Belhadj, Bir Salah, Bir Chaaba, Menzel Mosbah, El Hajjara et Jouaouda.
Elle se situe à l'extrémité nord de la grande oliveraie de la région de Sfax et se trouve cernée au nord par une sebkha.
La ville organise chaque été un festival d'arts populaires.